# Xysticus ephippiatus
Xysticus ephippiatus is een spinnensoort uit de familie van de krabspinnen (Thomisidae).
De wetenschappelijke naam van de soort werd in 1880 gepubliceerd door Eugène Simon.

## Synoniemen
- Xysticus fagei Schenkel, 1963 NON Lessert, 1919[2]